# Bailén-Miraflores
Bailén-Miraflores (4) es uno de los once distritos en que está dividida administrativamente la ciudad de Málaga. Está situado en el norte de la ciudad, en la margen derecha del río Guadalmedina, extendiéndose desde calle Mármoles al sur, hasta la MA-20 y los Montes de Málaga al norte. Toma su nombre de la plaza de Bailén, situada en el centro del distrito, en el corazón del histórico barrio de La Trinidad y del barrio de Miraflores, uno de los más conocidos de Málaga y que da nombre al título nobiliario homónimo. Según datos del Ayuntamiento de Málaga de enero de 2005, en Bailén-Miraflores estaban censados 62.543 ciudadanos. El límite sur del distrito lo forma la Avenida Carlos de Haya, que lo separa del distrito Cruz de Humilladero, al sureste con el distrito Centro y al suroeste con el distrito Teatinos-Universidad. Al noreste con el Distrito Palma-Palmilla, que se extiende al otro lado de la Avenida del Arroyo de Los Ángeles, y al noroeste y oeste con el distrito Puerto de la Torre. Al norte bordean el distrito los Montes de Málaga.
Los orígenes del distrito se remontan a los últimos meses de la Reconquista, cuando los Reyes Católicos montaron el campamento real en la zona durante el asedio de Málaga. Según las narraciones del padre Roa, entre el promontorio de los Ángeles y el Monte Coronado existió una comunidad de ermitaños que vivían en cuevas naturales y otras labradas a mano. La calle Mármoles, que separa el distrito con el de Cruz de Humilladero fue durante muchos siglos la entrada principal a la ciudad. 
En Bailén-Miraflores se encuentran el Hospital Carlos Haya y el Hospital Civil, hospitales que junto al cercano Hospital Materno, situado en Palma-Palmilla, forman el complejo hospitalario del Hospital Regional de Málaga. Los barrios que componen el distrito van desde barrios tradicionales como La Trinidad o Nueva Málaga a barrios de reciente edificación con tipología de bloques abiertos o de ciudad dormitorio con viviendas unifamiliares aisladas, hasta barrios con las típicas casamatas.

## Urbanismo
Bailén-Miraflores es un distrito con una alta densidad de población, tráfico intenso, escasez de equipamientos y zonas verdes, un viario irregular, espacios con escasos valores paisajísticos y grandes diferencias entre unos sectores y otros en cuanto a calidad ambiental y de vida.
Existe una gran diversificación de tipologías en los distintos barrios, que van desde el barrio tradicional como La Trinidad o Nueva Málaga a barrios de reciente edificación con tipología de bloques abiertos o de ciudad dormitorio con viviendas unifamiliares aisladas como Florisol, hasta barrios con las típicas casamatas (en Andalucía, se conoce como casamatas a casas una junto a otra, solo de planta baja y con patio al fondo) . Esta variedad de tipologías se han ido construyendo en épocas muy distintas, creando una trama urbana muy irregular y desconectada, sin seguir unas pautas claras de implantación y desarrollo en el territorio.

## Edificios y lugares de interés
En Bailén-Miraflores se encuentran el Hospital Civil y el Hospital Regional de Málaga, y la Iglesia y el Convento de la Trinidad.

### Parque del Norte
El Parque del Norte es un espacio verde de unos 35.000 m² dispuestos sobre el antiguo cauce del Arroyo del Cuarto. Tiene forma alargada, siguiendo el curso del río, se extiende desde la Avenida de Valle Inclán hasta la Avenida de Carlos Haya. Cuenta con pistas deportivas, zonas de juegos infantiles y pérgolas, así como zonas de césped y un depósito que garantiza el riego. Fue construido sobre el antiguo arroyo del Cuarto a principios de la década de 1990, como un gran espacio de tierra y piedras pequeñas o chinas y reformado profundamente en 2003, adoptando el aspecto actual. Hasta 2008 estaba extremadamente descuidado, pero en la actualidad se encuentra muy cuidado.

## Población
Según datos del Ayuntamiento de Málaga de enero de 2013, en el distrito Bailén-Miraflores estaban censados 61.293 ciudadanos.
Población extranjera residente según nacionalidad
| País      | Población |
| --------- | --------- |
| Marruecos | 1.225     |
| Nigeria   | 753       |
| Paraguay  | 499       |
| Argentina | 342       |
| Rumania   | 327       |
| China     | 317       |
| Ucrania   | 314       |
| Bolivia   | 268       |
| Italia    | 235       |
| Colombia  | 227       |
| Otros     | 1.897     |
| Total     | 6.404     |

## Transporte

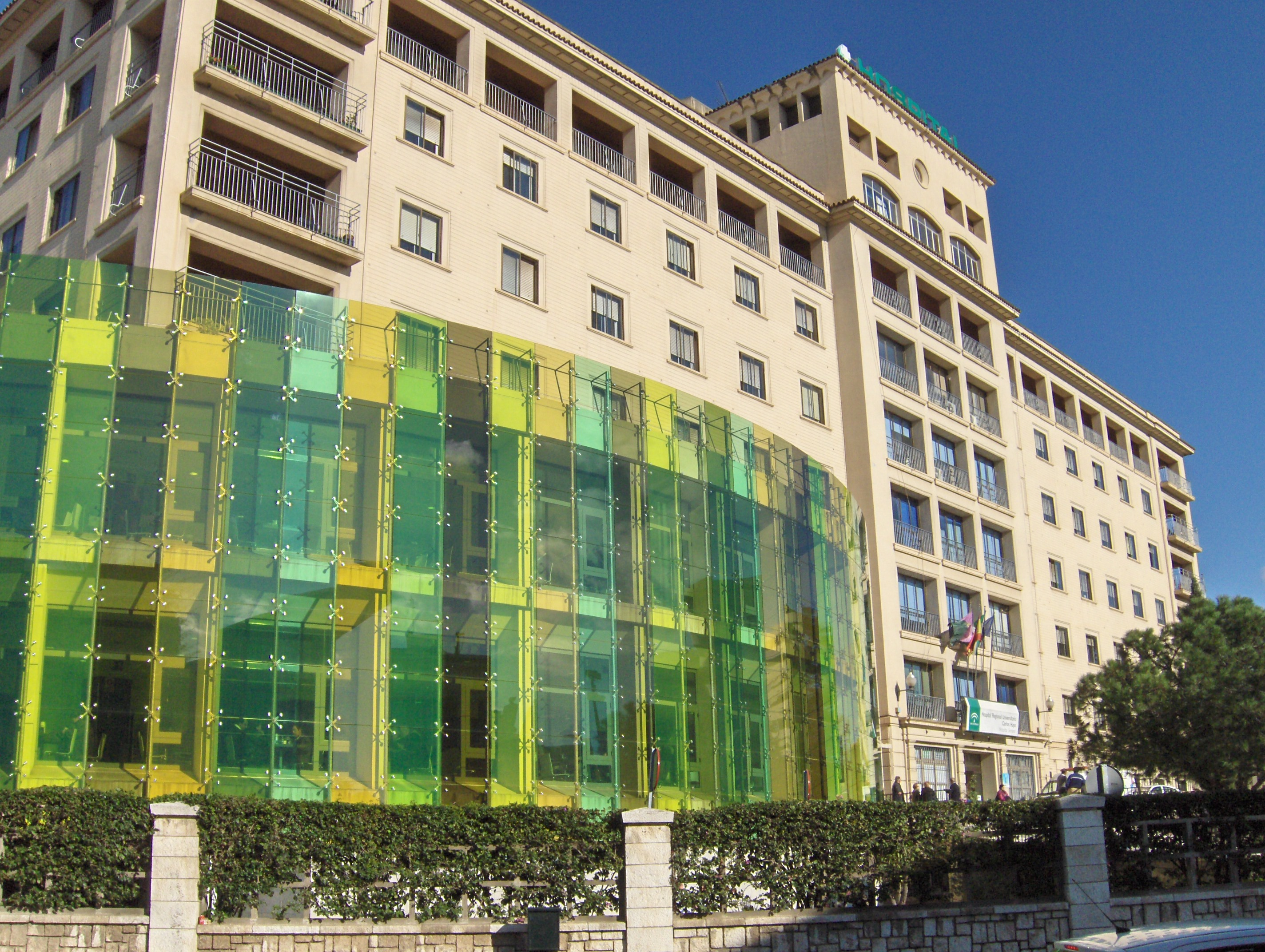
Hospital Regional de Málaga.

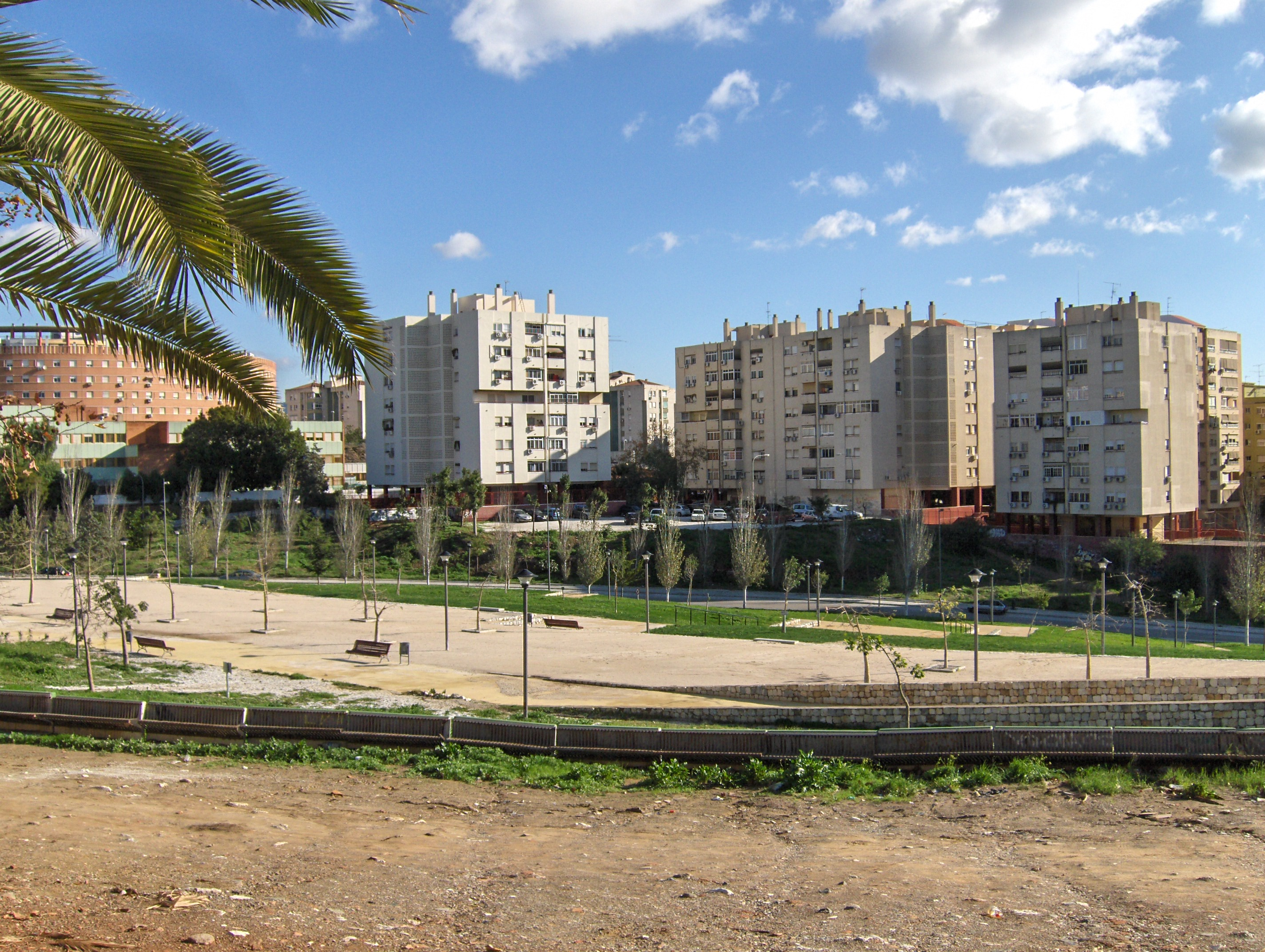
Parque del Norte.

Barrios del Distrito Bailén-Miraflores.

Bailén-Miraflores estará conectado en un futuro a la red del metro de Málaga mediante la línea 2 mediante dos estaciones: La Trinidad y Hospital Civil. Está previsto que esta ampliación esté lista para 2027.
En autobús queda conectado mediante  las siguientes líneas de la EMT: 
| Línea | Trayecto                                      | Recorrido | Frecuencia    |
| ----- | --------------------------------------------- | --------- | ------------- |
| C1    | Circular 1                                    | Recorrido | 12 minutos    |
| C2    | Circular 2                                    | Recorrido | 11-12 minutos |
| 6     | Alameda Principal - La Milagrosa              | Recorrido | 50 minutos    |
| 7     | Alameda Principal - Miraflores de los Ángeles | Recorrido | 10-11 minutos |
| 8     | Alameda Principal - Hospital Clínico          | Recorrido | 13 minutos    |
| 15    | La Virreina - Santa Paula                     | Recorrido | 11-12 minutos |
| 21    | Alameda Principal - Puerto de la Torre        | Recorrido | 12 minutos    |
| 23    | Alameda Principal - Parque Cementerio         | Recorrido | 25-30 minutos |
| 38    | Alameda Principal - Granja Suárez             | Recorrido | 20-25 minutos |
| N2    | Plaza de la Marina - Circular                 | Recorrido | 50-55 minutos |

Y las siguientes líneas interurbanas del Consorcio de Transporte Metropolitano del Área de Málaga:
| Línea | Trayecto                        | Recorrido y Horarios | Plano |
| ----- | ------------------------------- | -------------------- | ----- |
| M-151 | Málaga-Casabermeja-Arroyo Coche | Recorrido y Horarios | Plano |
| M-250 | Málaga-Almogía                  | Recorrido y Horarios | Plano |

## Barrios
Arroyo del Cuarto, Arroyo de los Ángeles, Camino de Suárez, Carlinda, Carlos Haya, Florisol, Gamarra, Granja Suárez, Haza del Campillo, Industrial San Alberto, La Alcubilla, La Bresca, La Corta, La Encarnación, La Florida, La Trinidad, Las Chapas, Los Castillejos, Los Millones, Miraflores de los Ángeles, Nueva Málaga, Parque del Norte, Parque Victoria Eugenia, Pavero, San Alberto, San Martín, Suárez, Tejar de Salyt, Victoria Eugenia.